# 郑璠 (五代十国)
郑璠，五代十国时吴国将领。汝南(今河南汝南西)人。唐末，为秦宗权手下将领，后隶属孙儒，不久归属杨行密。天复四年（904年），攻豫章（今江西南昌）使用“飞火”，为火药用于军事之始。